# Audrey Landers
Audrey Landers, född Audrey Hamburg 18 juli 1956 i Philadelphia, Pennsylvania, USA, är en amerikansk skådespelerska och sångerska. 
Landers är mest känd för sin roll som Afton Cooper i TV-serien Dallas. Hon har även haft roller i bland annat Charlies änglar, En röst i natten, MacGyver och Mord och inga visor. Audrey har sålt väldigt många skivor världen över, framförallt i Tyskland då hon tolkat många tyska schlagers med engelska texter. Några av hennes kändaste hits är "Manuel Goodbye", som ursprungligen framfördes av Andrea Jürgens och är skriven av Gerd Grabowski, samt "Playa Blanca".

## Diskografi

### Album
- 1983 – Little River
- 1984 – Audrey Landers
- 1984 – Holiday Dreams
- 1985 – Paradise Generation
- 1986 – Country Dreams
- 1988 – Secrets
- 1990  –My Dreams For You
- 1991 – Rendez-Vous
- 1991 – Das Audrey Landers Weihnachtsalbum
- 2005 – Spuren Eines Sommers
- 2006 – Dolce Vita
- 2010 – Spuren Deiner Zärtlichkeit

### Singlar
- 1978 – "Apple Don't Fall Far From The Tree"
- 1979 – "You Thrill Me"
- 1983 – "Manuel Goodbye"
- 1983 – "Little River"
- 1983 – "Playa Blanca"
- 1984 – "Mi Amor"
- 1984 – "Honeymoon In Trinidad"
- 1985 – "Paradise Generation"
- 1985 – "Jim, Jeff & Johnny"
- 1985 – "Lucky"
- 1985 – "Summernight In Rome"
- 1986 – "These Silver Wings"
- 1986 – "Yellow Rose Of Texas"
- 1986 – "Tennessee Nights"
- 1987 – "Bella Italia"
- 1988 – "Silverbird"
- 1988 – "Never Wanna Dance (When I'm Blue)"
- 1989 – "Gone With The Wind"
- 1989 – "Sun Of Jamaica"
- 1990 – "Shine A Light"
- 1990 – "Shadows Of Love"
- 1991 – "Santa Maria Goodbye"
- 1991 – "Monte Carlo"
- 1997 – "Heute Habe Ich An Dich Gedacht"
- 2004 – "Weil Wir Alle Die Gleiche Sonne Sehen"
- 2005 – "Sommernacht Am Lago Maggiore"
- 2006 – "In Deinen Augen Lag Dolce Vita"
- 2007 – "Sommertraum"